# Kyle Wooten
Kyle Herbert Wooten (Lumber City, 28 de agosto de 1897 – Lumber City, 31 de julho de 1935) foi um gaitista estadunidense durante as décadas de 1920 e 1930, mais conhecido pelo blues sufocante. Nascido em Lumber City, Geórgia, era considerado parte do sertão, um subgênero da música dos Apalaches, e incorporou em sua peça imitações de animais e imitações de sons inanimados.
Morreu em Lumber City de tuberculose, aos 37 anos.